# Xã Marble Falls, Quận Newton, Arkansas
Xã Marble Falls (tiếng Anh: Marble Falls Township) là một xã thuộc quận Newton, tiểu bang Arkansas, Hoa Kỳ. Năm 2010, dân số của xã này là 932 người.